# Ringlasmühle
Ringlasmühle ist ein Gemeindeteil der Gemeinde Konradsreuth im Landkreis Hof (Oberfranken, Bayern). Ringlasmühle liegt in der Gemarkung Ahornberg.

## Geografie
Die Einöde liegt an der Ölsnitz (auch Untreubach genannt). Es befindet sich dort eine ehemaliges Goldseifenwerk, das als Geotop ausgezeichnet ist. Im Osten grenzt der Untreuwald an. Ein Anliegerweg führt 600 Meter westlich zu einer Gemeindeverbindungsstraße, die südlich nach Ahornberg zur Kreisstraße HO 25 bzw. nordwestlich die Bundesautobahn 9 unterquerend nach Almbranz verläuft.

## Geschichte
Ringlasmühle wurde im 19. Jahrhundert auf dem Gemeindegebiet von Ahornberg gegründet. Im Zuge der Gebietsreform in Bayern wurde Ringlasmühle am 1. Mai 1978 nach Konradsreuth eingemeindet.

### Einwohnerentwicklung
| Jahr      | 001861 | 001871 | 001885 | 001900 | 001925 | 001950 | 001961 | 001970 | 001987 |
| Einwohner | 6      | 3      | 10     | 4      | 8      | 10     | 6      | 5      | 4      |
| Häuser    |        |        | 1      | 1      | 1      | 1      | 1      |        | 1      |
| Quelle    | [ 8 ]  | [ 9 ]  | [ 10 ] | [ 11 ] | [ 12 ] | [ 13 ] | [ 14 ] | [ 15 ] | [ 1 ]  |

## Religion
Ringlasmühle ist nach St. Martin (Ahornberg) gepfarrt und evangelisch-lutherisch geprägt.